# Tommy Whittle
Tommy Whittle (Grangemouth, 13 oktober 1926 – 13 oktober 2013) was een Britse jazzsaxofonist.

## Carrière
Whittle begon op 12-jarige leeftijd klarinet te spelen. Een jaar later ging hij over naar de tenorsaxofoon. Sinds 1943 speelde hij in het dansorkest van Claude Giddins. Nu en dan trad hij op met Lew Stone en Carl Barriteau. Met Johnny Claes trad hij op in de film George in Civvy Street (1945). Daarna behoorde hij tot het kwartet van Harry Hayes, met wie hij ook opnam. Van 1946 tot 1952 was hij lid van het orkest van Ted Heath, waarna hij ging spelen in het combo van Tony Kinsey. In 1954 formeerde hij zijn eigen kwintet met Harry Klein en Dill Jones en ging hij later met een tentet op tournee. Ook was hij onderweg met eigen combo's, waartoe Eddie Thompson, Brian Brocklehurst en Jackie Dougan behoorden, in Frankrijk en de Verenigde Staten. Opnamen ontstonden ook met Ralph Sharon, Jimmy Deuchar, Bill Le Sage, Johnny Dankworth en de AllStars van het tijdschrift Melody Maker, in wiens polls hij zowel in 1947 als 1954 werd onderscheiden. In 1955 werd hij in de New Musical Express gekozen tot beste Britse tenorsaxofonist.
Daarna behoorde hij tot de door Cyril Stapleton geleide BBC Show Band, bij wiens radio-optredens hij vaak als solist fungeerde. Vanaf begin jaren 1960 was hij jarenlang lid van het door Jack Parnell geleide ATV Orchestra, waarmee hij Peggy Lee en Bing Crosby begeleidde. Daarnaast vond hij ook nog de tijd voor eigen projecten, waarvoor hij muzikanten als Eddie Thompson, Harry Klein, Kenny Wheeler en Joe Temperley haalde. Later trad hij op met de London Big Band van Laurie Johnson en toerde hij met Benny Goodman, om daarna weer een eigen kwartet te leiden, waarmee hij ook zijn echtgenote en zangeres Barbara Jay begeleidde. Ook leidde hij de Pizza Express Allstars Jazz Band, waarmee hij ook een album opnam. Hij nam ook op met George Chisholms Jazz Giants, Maxine Daniels, Don Lusher, Kenny Baker, Joe Williams, J.J. Johnson, Bob Wilber en George Shearing.

## Overlijden
Tommy Whittle overleed in oktober 2013 op 87-jarige leeftijd.

## Onderscheidingen
Whittle ontving in 2005 voor zijn levenslange verdiensten voor de Britse jazz de medaille van de Worshipful Company of Musicians.

## Discografie
- 2000: Barbara Jay/Lee Gibson/Tina May The Ella Fitzgerald Songbook Revisited)
- 2003: Grace Notes (met Keith Ingham, Jeff Green, Jim Richardson, Bobby Worth)

- Gemeinsame Normdatei: 134938534
- International Standard Name Identifier: 0000 0000 5767 404X
- Library of Congress Control Number: no2004093888
- MusicBrainz: 15e29504-3bf0-428e-bee5-b8b3f9e900fe
- Virtual International Authority File: 79867347
- WorldCat: E39PBJv8KwYmvbJxH3CJmvKfMP